# Szürke papsapkagomba
A szürke papsapkagomba (Helvella lacunosa) a papsapkagombafélék családjába tartozó, Európában és Észak-Amerikában honos, enyhén mérgező gombafaj.

## Megjelenése
A szürke papsapkagomba termőteste 3–10 cm magas. Alakja szabálytalan; 2-3 hullámos lebenyből áll, amelyek nagyjából nyerget formáznak. Színe ólomszürke, feketésszürke. Húsa vékony és törékeny, a tökben szívós. Szaga és íze nem jellegzetes.
Spórapora fehér. Spórái ellipszis alakúak, 15-19 x 10-13 mikrométeresek.
Tönkje 2–10 cm magas, 1-3,5 cm vastag. Hosszában sűrűn, mélyen barázdált, a barázdák között üregekkel, odúkkal, keresztirányú bordákkal. Színe piszkosfehéres vagy barnásszürke.

### Hasonló fajok
A fodros és a sujtásos papsapkagomba világosabb süvegű, a homoki papsapkagomba tönkje nem barázdált.

## Elterjedése és termőhelye
Európában (Skandináviától az Ibériai-félszigetig) és Észak-Amerikában honos. Magyarországon nem ritka. Lombos és vegyes erdőben található, sokszor tüzek helyén. Májustól szeptemberig terem.
Enyhén mérgező, alaposan meg kell főzni ahhoz, hogy ne okozzon gyomorpanaszokat, olyankor viszont elveszíti minden ízét és textúráját. Egyes feltételezések szerint rákkeltő anyagokat is tartalmazhat.  

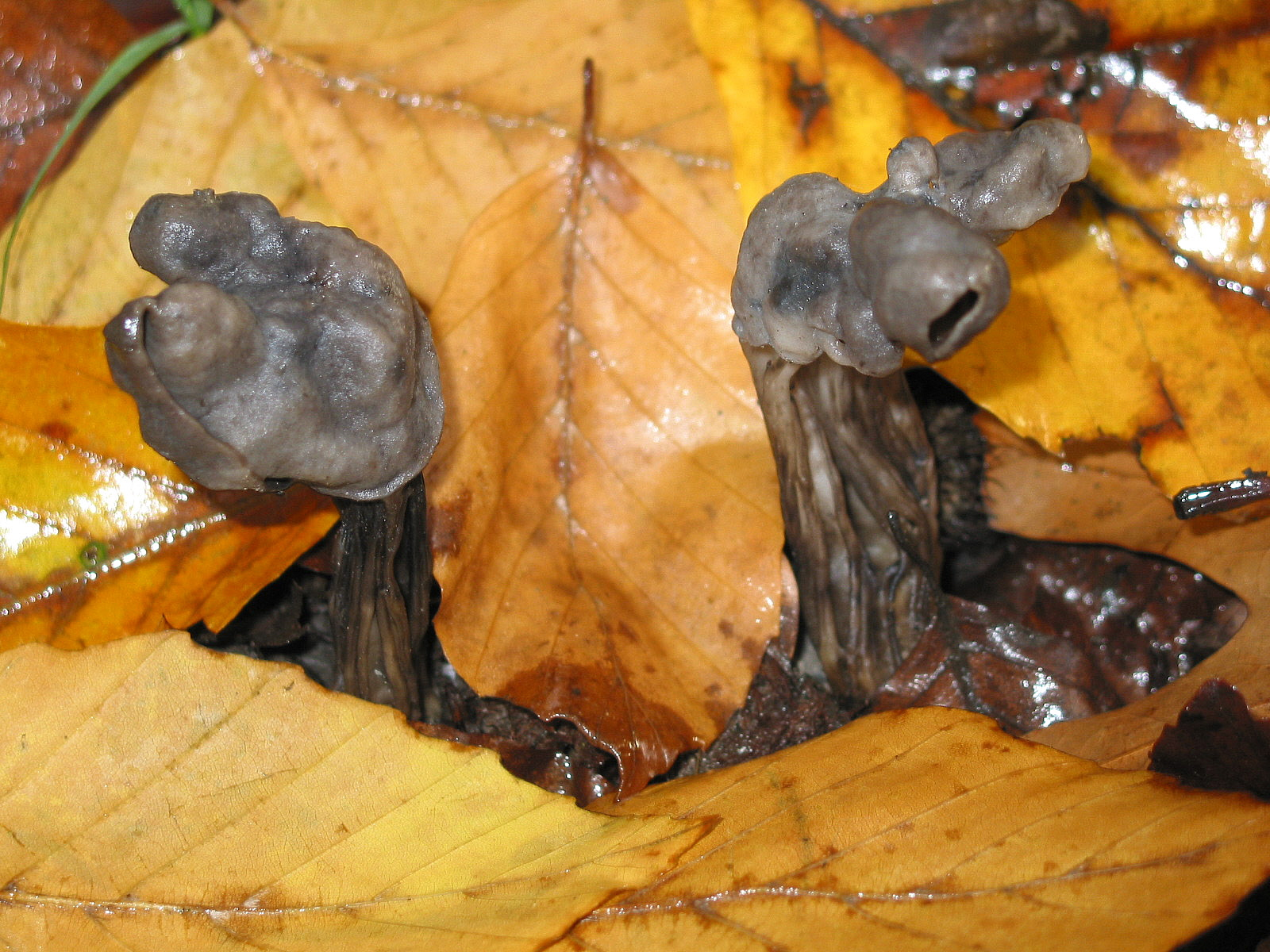
Szürke papsapkagomba
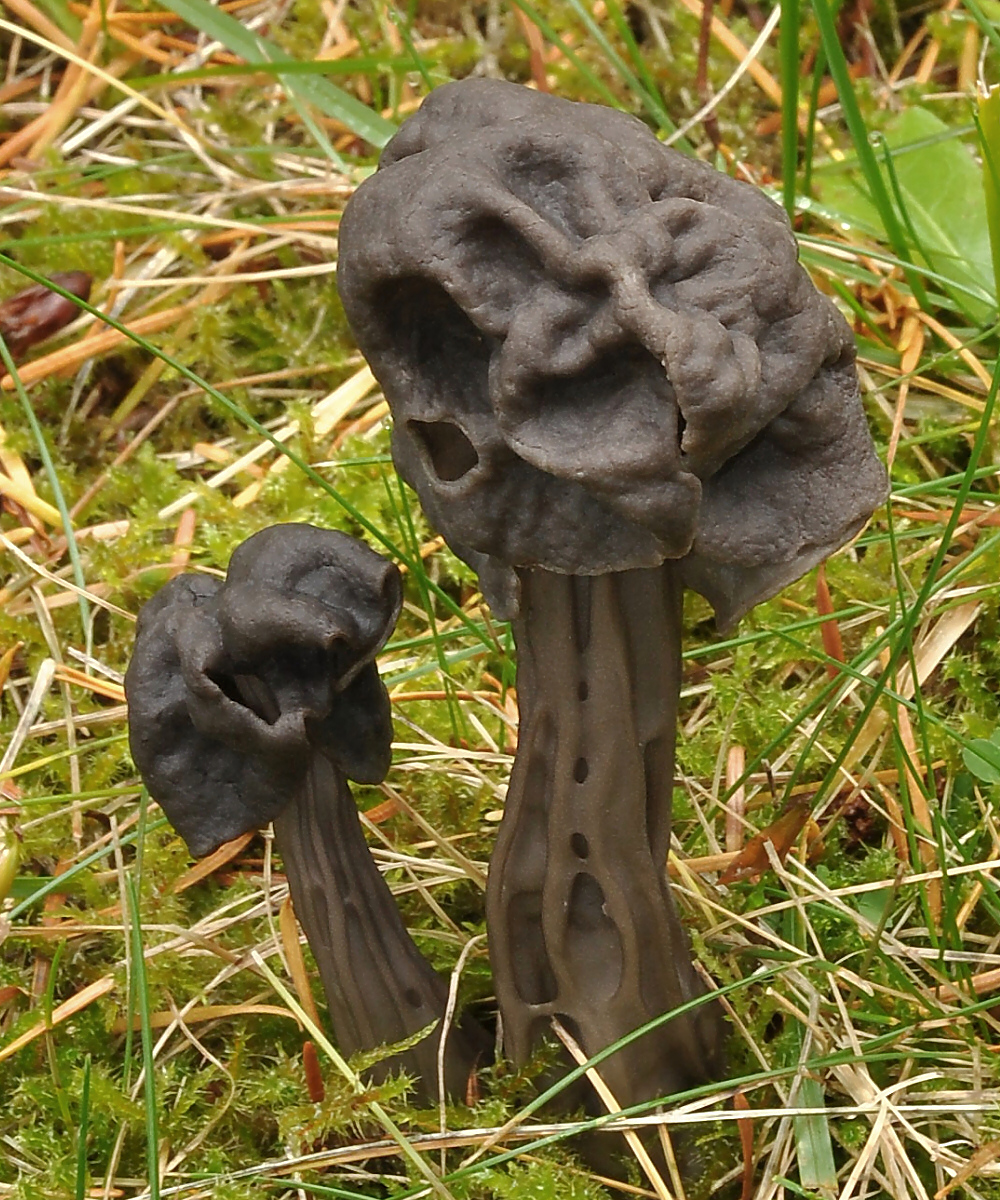
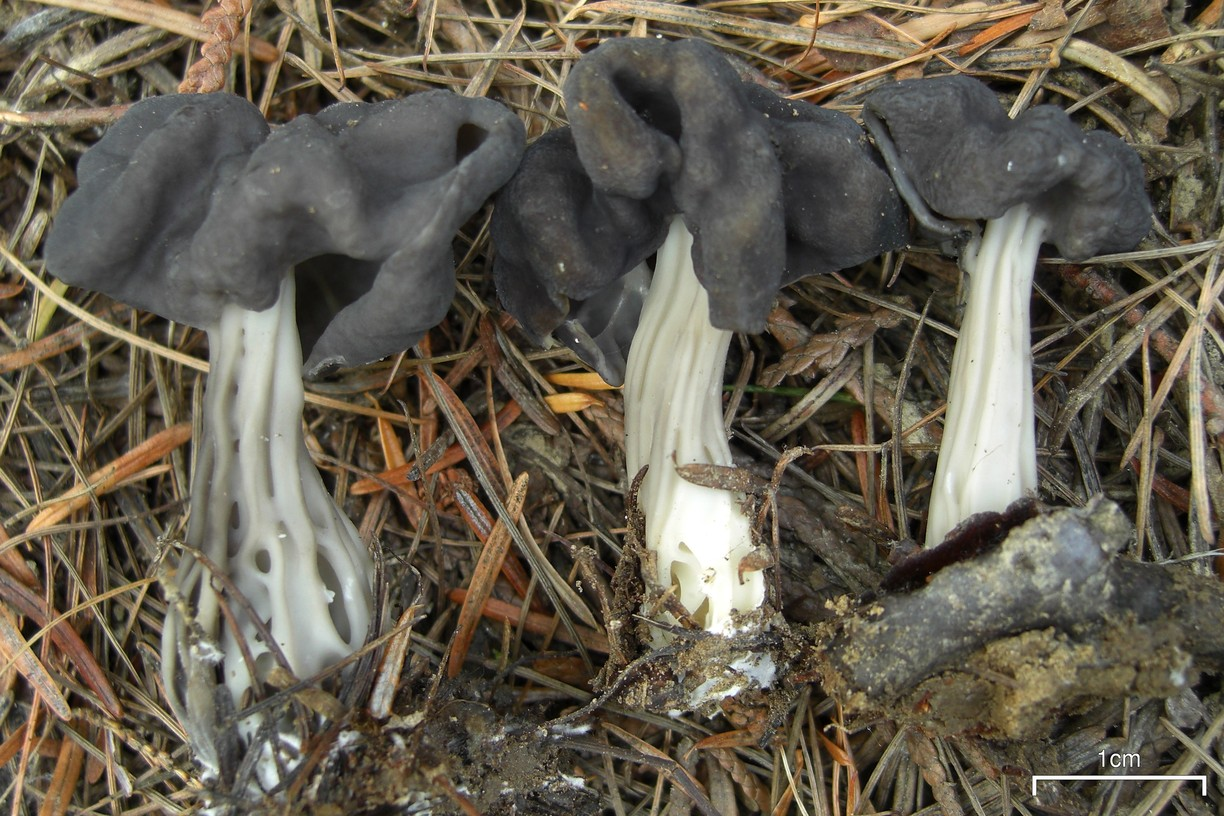
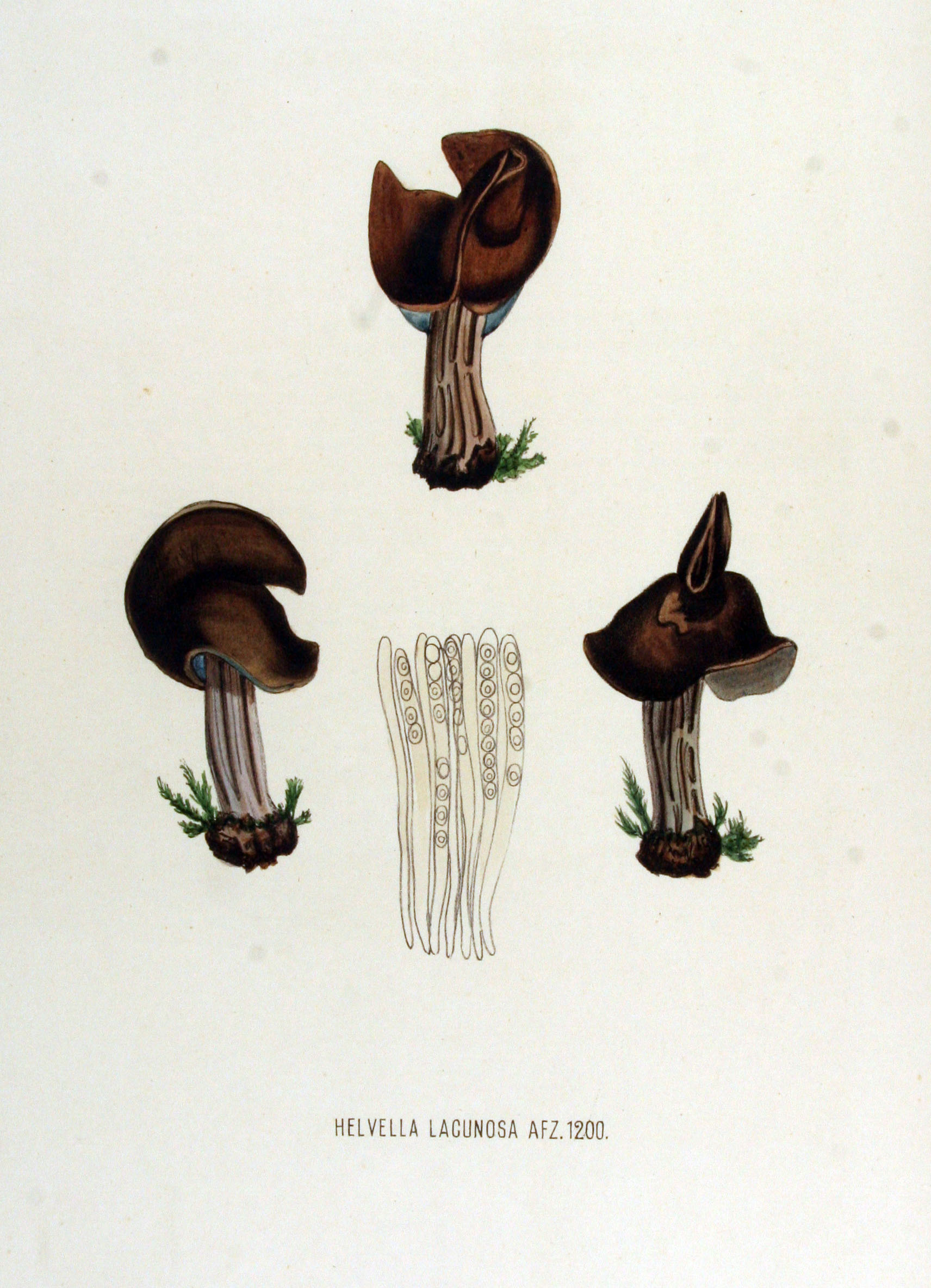
Ábrázolása egy 1877-es holland botanikakönyvben